# Van der Helstplein
Het Van der Helstplein is een plein in Amsterdam-Zuid.

## Geschiedenis en ligging
Het Van der Helstplein kreeg op 13 oktober 1915 haar naam, veel later dan de Eerste en Tweede van der Helststraat (respectievelijk 1872 en 1892). Een hele strook van noord naar zuid werd vernoemd naar schilder Bartholomeus van der Helst. In beide straten zit een knik. In de Eerste van der Helststraat wordt dat gevormd door het Gerard Douplein; in de Tweede van der Helststraat door het Van der Helstplein. Eeuwenlang was dit agrarisch gebied, in de 19e behorend tot de gemeente Nieuwer-Amstel. Die gemeente was grotendeels groen gebied met hier en daar een woonkern. De gemeente kon in diezelfde eeuw geen weerstand meer bieden tegen de uitbreidingsdrift van gemeente Amsterdam, dat Nieuwer-Amstel langzaam opslokte. In 1872 was de Binnendijkse Buitenvelderste Polder al in bezit van Amsterdam, maar een aantal jaren later was de bebouwing nog niet verder gekomen dan de Ceintuurbaan met Sarphatipark. In de jaren rond 1910 vormde de Rustenburgerstraat de grens van de bebouwing. Ten zuiden van die straat lag toen nog een brede watergang, daar ten zuiden van land- en tuinbouwgebied.
Diezelfde Rustenburgerstraat schampt sinds de komst van de bebouwing hier de noordzijde van het plein; de Karel du Jardinstraat de zuidzijde.
Het plein werd diverse keren opnieuw ingericht, afhankelijk van het verkeersaanbod. Rond 1920 werd het plein gevormd door een soort plantsoen met bomen met daaromheen vier rijdekken. Rond 1932 werd hier een van de eerste telefooncellen geplaatst van Amsterdam; het maakte deel uit van vijftien cellen geplaatst nadat een proef op het Valeriusplein was geslaagd.  In de jaren daarop verdween het plantsoen en kwam een verhoging tot stand waarbij (weer) een telefooncel en een peperbus opdoken. In de jaren tachtig werd een van de rijdekken aan de oneven zijde opgeofferd aan terrasgebied en kreeg het plein een fietspad aan de even zijde; Hans Aarsman legde rond 1993 de situatie op foto vast, waarbij nog steeds een telefooncel en een peperbus op het plein staan. 

## Gebouwen
De noordzijde maakt nog deel uit van pandje-voor-pandje bouwen zoals in De Pijp gangbaar was. De zuidzijde maakt deel uit van de bouwblokken in de bouwstijl van de Amsterdamse School. De overgang is te zien in de bouwblokken aan de west- en oostzijde. De westzijde was er het eerst. De huisnummers 2 tot en met 12 werden ontworpen door Johannes Hendricus Lesmeister, teruggrijpend naar de traditionele architectuur van de 19e eeuw. Ze dateren uit 1917 en laten hier en daar sporen zien van de art nouveau; ze worden ingedeeld als basisorde voor wat betreft architectuur. De gevelwand is grotendeels symmetrisch. Van een geheel andere orde (letterlijk en figuurlijk) is de overzijde; het is een bouwblok ontworpen door Piet Kramer in de eerder genoemd Amsterdamse School; het blok is een rijksmonument.

## Bomen
Van noord naar zuid is er sprake van een bomengalerij. Tussen vier en vijf bomen is een soort haag ontstaan, die ook al op de oudere foto’s herkenbaar is. De bomen zijn op twee na rond 1918 geplant. De noordelijkste boom uit de oostelijk rij en de tweede van het noorden gezien in de westelijk rij zijn geplaatst in 1974. Het zijn allemaal platanen van het ras platanus x hispanica. Deze zeven werden tot monumentaal groen verklaard toen zijn vijftig jaar oud waren; de twee “jongere” worden dat in 2024 tenzij ze omwaaien. Hun monumentstatus wordt aangegeven door zowel beeldbepalende en cultuurhistorische waarden: 
- de leeftijd
- ze zijn onlosmakelijk verweven met de geschiedenis van het plein en omliggende buurt
- ze zijn gezien hun leeftijd, omvang, grootte en hoogte onvervangbaar
- ze bezitten landschappelijke waarde en zijn beeldbepalend
- hun bladerdek legt het plein grotendeels in de schaduw.

## Kunst
In het kader van Beeldenroute de Pijp werd in 1993 (vlak na de foto van Hans Aarsman) een artistiek kunstwerk in het plein verwerkt. De bovengenoemde uiterst verticale bomenrijen gaven kunstenaar Annelies Dijkman inspiratie voor een “horizontaal kunstwerk”. Zij liet het plein voorzien van een ellipsachtige blauwe betegeling van beton, waarin op onregelmatige plaatsen verlichtingsspots werden gezet. Ze wilde daarmee de nachtelijke sterrenhemel naar het pleinoppervlak brengen.   Annelies Dijkman combineerde in het kunstwerk haar opleidingen aan de Gerrit Rietveldacademie (1977-1982), Rijksakademie van Beeldende Kunsten (1984-1987) met haar interesse in landschapsarchitectuur. In 2021 is het kunstwerk nauwelijks nog herkenbaar; het blauw is van de betontegels en sommige lichtkernen zijn verwijderd. Alleen de kunststof matten bij de bomen zijn dan nog blauw. De buurt wilde ze graag terug.

## Afbeeldingen

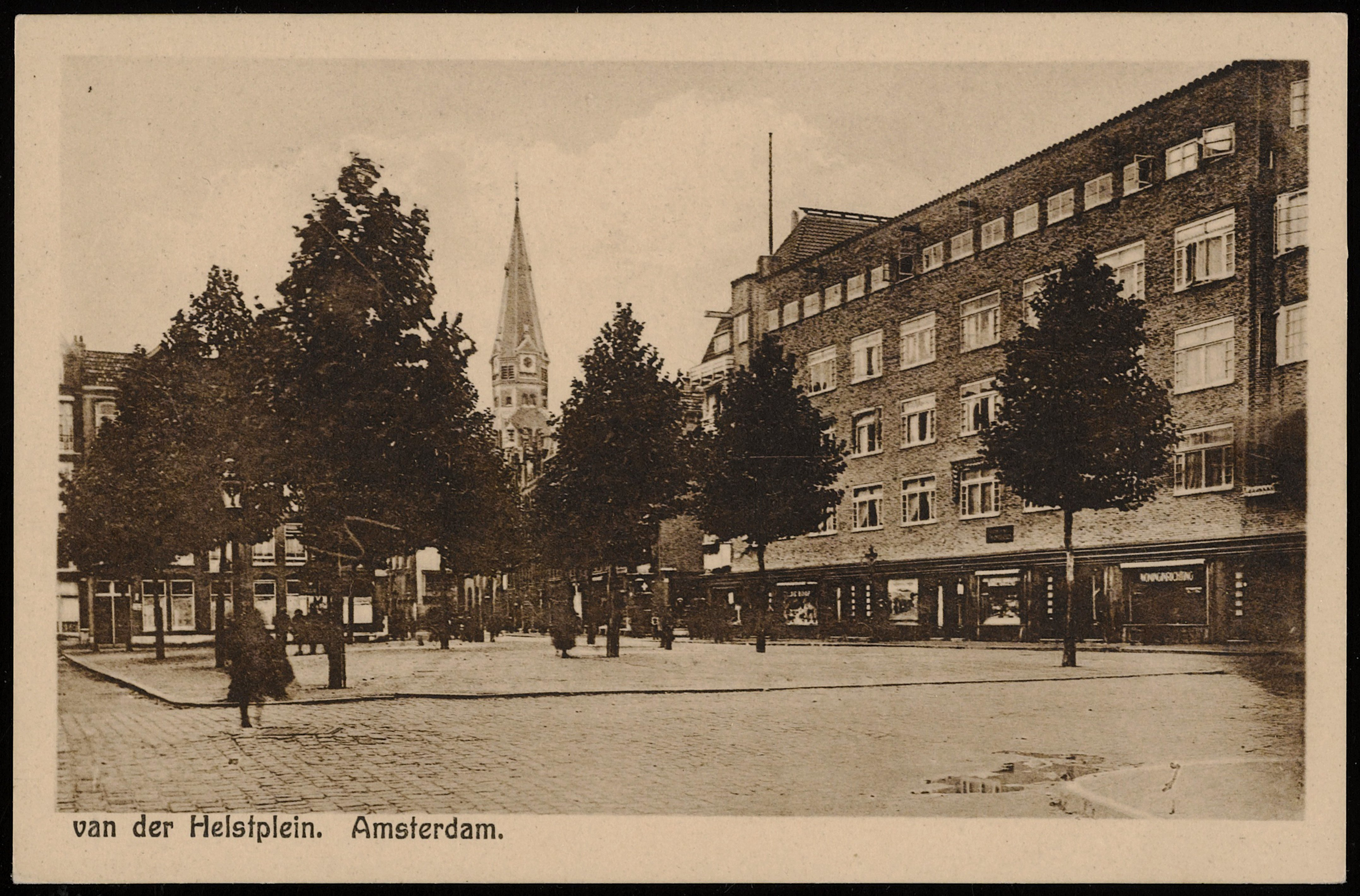
Van der Helstplein in 1920
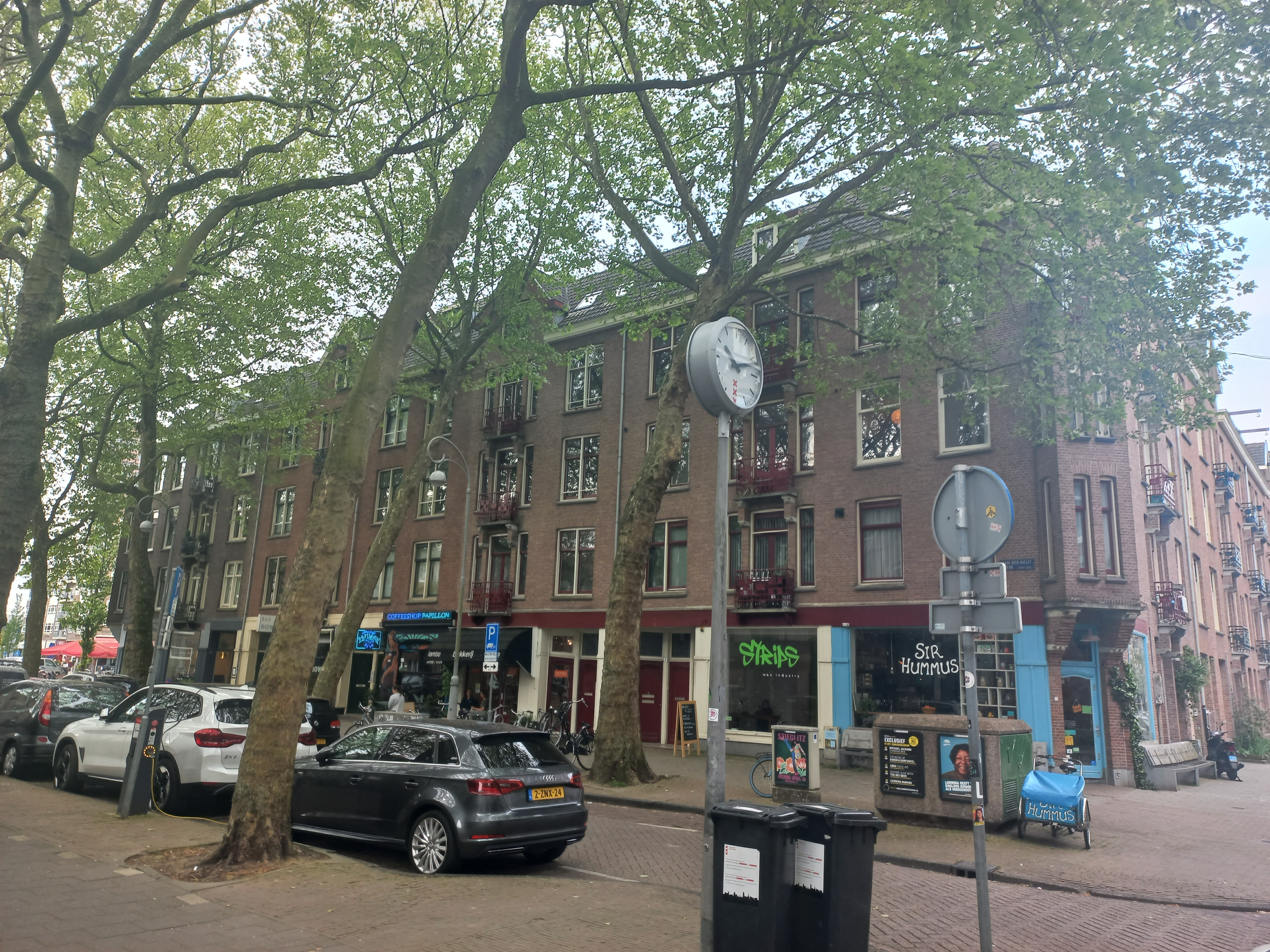
Bouwblok van der Helstplein 2-12 (mei 2022)
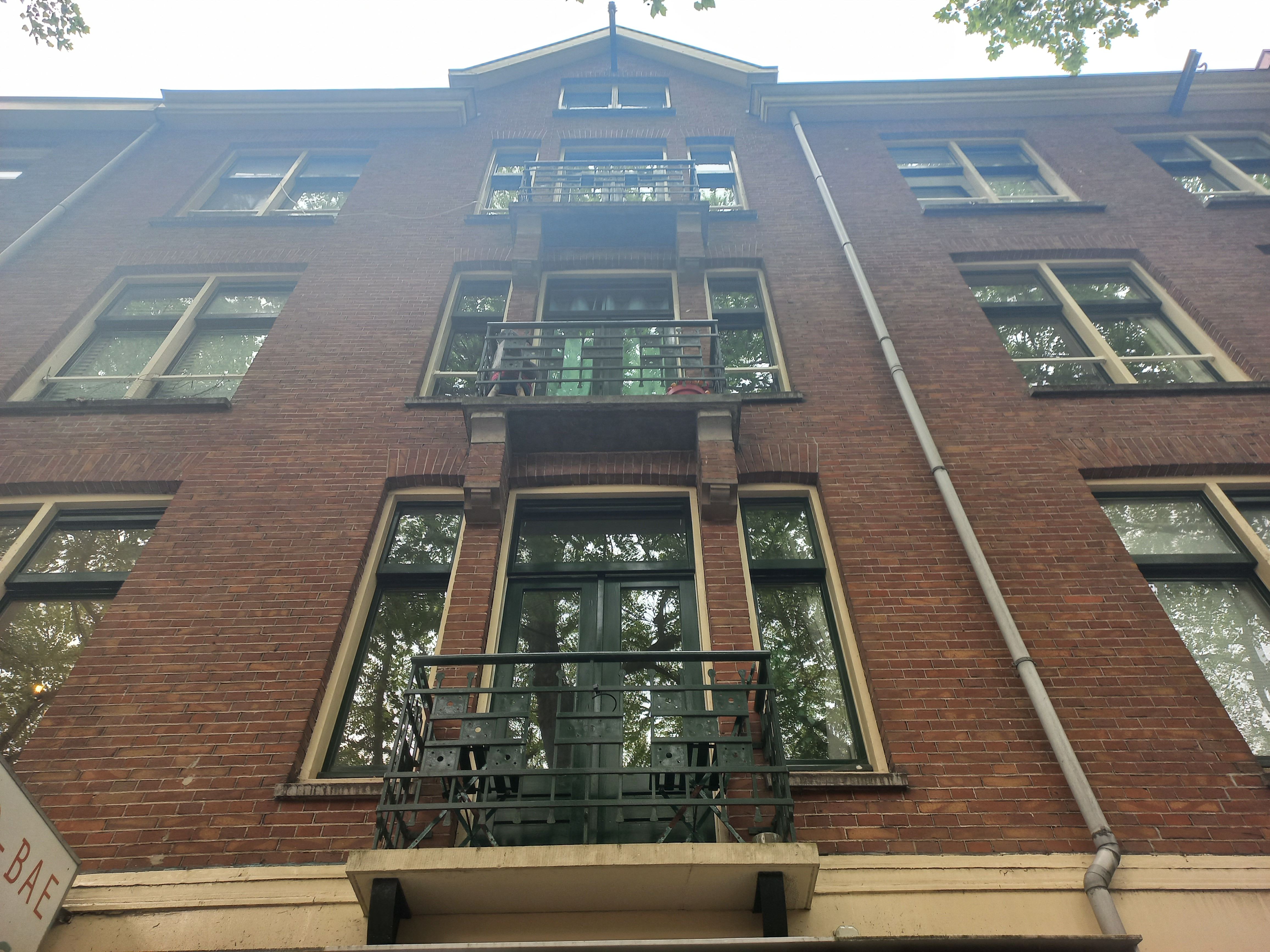
Balkonafscheiding in 2-12 (mei 2022)
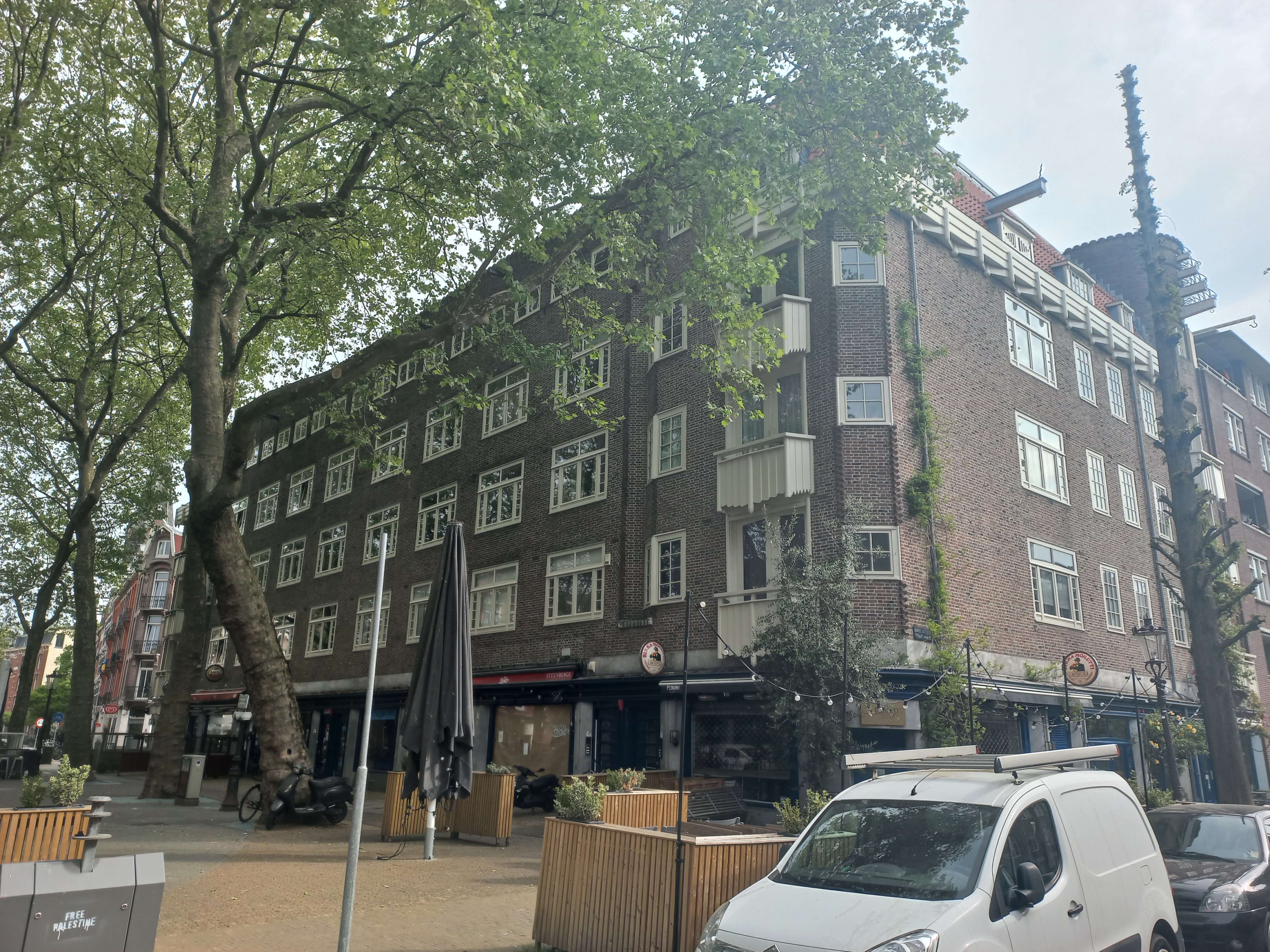
Bouwblok Van de Helstplein 7-17 (mei 2022)